# 867
Cette page concerne l'année 867  du calendrier julien.
L'année 867 est une année commune qui commence un mercredi.

## Événements

### Proche-Orient
- 16 août : Ya`qûb bin Layth as-Saffâr (le « chaudronnier ») prend Herat aux Tahirides[1]. Il s’empare du Sistan, prend Chiraz (869) et le Fars et fonde la dynastie des Saffarides (867-909)[2]. Elle domine l'Afghanistan jusqu'à la fin du XVe siècle.

### Europe
- 6 mars : le futur Louis II le Bègue est sacré roi d’Aquitaine[3].

- 21 mars : les Northumbriens échouent à reprendre la ville d'York aux Danois et tombent sous leur domination.  Les rois Osberht et Aelle de Northumbrie, sont tués[4].
- 29 mars : inauguration de la mosaïque de la Théotokos (la Vierge et l'Enfant) par le patriarche Photios et les empereurs Michel III et Basile Ier, première mosaïque de la période post-iconoclaste dans l'empire byzantin[5].
- Printemps :
  - Louis II le Jeune, après avoir pris Capoue, met le siège devant Bari mais subit un échec sous les murs de la ville. Il se retire à Bénévent au mois d'août puis retourne assiéger Bari avec des renforts de Lothaire II. Venise agit contre Bari par mer (867-871) avec les Byzantins et Louis II qui attaque la ville à plusieurs reprises par la terre. Il parvient à la prendre en 871[6],[7].
  - Lettre encyclique du patriarche Photios aux sièges épiscopaux d'Alexandrie et de tout l'Orient. Photios déclare l'Église byzantine indépendante de Rome. Au printemps ou en été, il envoie une lettre encyclique aux patriarches orientaux où il fulmine contre les rites de l'Église occidentale[8]. Il fait état de la fondation d'un évêché à Kiev ou à Khotzirôn pour les Slaves et les Varègues qui, au contact de Byzance en 860, se sont convertis au christianisme[9].
- 1er août[10] ou le 25 août[11],[12] : par le traité de Compiègne, le roi Charles le Chauve fait concession de la péninsule du Cotentin et de l'Avranchin à Salomon. C'est alors l'extension maximale de la Bretagne. La frontière bretonne atteint la Mayenne et la Dive.
- Août - septembre : schisme du patriarche Photios : un concile réunit par Michel III à Constantinople excommunie le pape Nicolas Ier, condamne ses interventions en Orient (Bulgarie) et accuse Rome d’hérésie à propos de pratiques liturgiques et du Filioque (l’Esprit saint procède du Père et du Fils)[13].

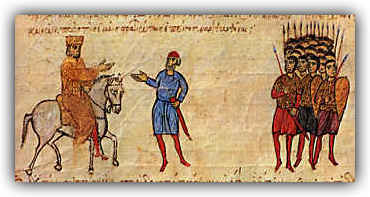
Basile Ier, chronique de Jean Skylitzès.

- 24 septembre : une conjuration dirigée par le coempereur Basile assassine Michel III. Début du règne de Basile Ier le Macédonien, empereur byzantin (fin en 886). Il fonde la dynastie macédonienne (867-1057)[14].
- 25 septembre : le patriarche de Constantinople Photios est déposé par Basile en faveur d’Ignace, qui est réinstallé le 23 novembre (fin provisoire du schisme d'Orient)[15].
- Automne, Angleterre : les Danois avancent jusqu'à Nottingham où ils hivernent[16]. Au sud, ils se heurtent à la résistance conjuguée des rois de Mercie, du Wessex et d’Est-Anglie. Ívarr et Ubbi progressent alors vers le sud-est, prennent encore quelques villes et tuent le roi d’Est-Anglie, Edmund (870). De 867 à 875, les Scandinaves pillent systématiquement la Northumbrie et toute la moyenne Angleterre[17].
- 14 décembre : début du pontificat d'Adrien II (fin en 872)[18].
- 27 décembre : Charles le Chauve fait don de Chablis aux moines de Saint-Martin de Tours[19].

- Les Vikings s’emparent d’Angers[20]. Le roi Charles le Chauve creuse un canal, menaçant de détourner le cours du Maine. Inquiets de voir leurs bateaux se retrouver à sec, ils quittent la ville (873).
- Les Vikings, avec à leur tête le Danois Hâsteinn, pillent Bourges[20].
- Girard, comte de Bourges, est muté par Charles le Chauve au profit d’Effroi (ou Egfrid) qui doit s’emparer du comté les armes à la main. Effroi est tué et Gérard conserve son bien[21].
- Raguse, assiégée par les Aghlabides, fait appel à l'empereur Basile Ier [22].
- Le pape Nicolas Ier invite Cyrille et Méthode à Rome. Ils y arrivent durant l'hiver. Ils sont reçus par le pape Adrien II qui approuve la traduction des textes de la liturgie en slavon[23].